# Opheodesoma lineata
Opheodesoma lineata is een zeekomkommer uit de familie Synaptidae.
De wetenschappelijke naam van de soort werd in 1928 gepubliceerd door Svend Geisler Heding.